# Corpovargas
La Corporación para la Recuperación y Desarrollo del estado Vargas (también conocido como; CorpoVargas) es un instituto autónomo creado por el Estado venezolano a fin de coordinar y desarrollar las distintas obras necesarias para la reconstrucción del estado Vargas luego de la catástrofe natural que afectó a dicha entidad en el año 1999.